# Радульфо (граф Бесалу)
Раду́льфо I (кат. Radulf; исп. Radulfo) (умер между 913 и 920) — первый граф Бесалу (878—между 913 и 920). Сын графа Барселоны Сунифреда I, представитель Барселонской династии.
Впервые Радульфо упоминается в хартии, датированной 22 апреля 876 года, в которой он вместе со своей женой Ридлиндой и другими родственниками передал несколько вилл, находившихся на территории Испанской марки, различным церквям и монастырям. В сентябре 878 года его старший брат Вифред I Волосатый на соборе в Труа получил от короля Западно-Франкского государства Людовика II Заики графства Барселона, Жерона и Бесалу. Последнее Вифред здесь же передал своем младшему брату с условием, что после смерти Радульфо Бесалу перейдёт в собственность потомков графа Барселоны.
О правлении графа Радульфо известно очень мало. О его деятельности в Бесалу свидетельствуют только несколько хартий, сохранившихся до нашего времени. В них Радульфо делает пожертвования церквям и монастырям, находившимся в его владениях, из которых наиболее значительные дарения передавались монастырям Сан-Мигель-де-Кюкса и Лаграсс. Граф Бесалу умер между 913 и 920 годом и по соглашению 878 года, несмотря на наличие у Радульфо взрослых детей, его владения перешли к сыновьям Вифреда Волосатого, один из которых, Миро II Младший, стал наследником Радульфо.
Граф Радульфо был женат (не позднее апреля 876) на Ридлинде (Редлинде) (умерла после 24 июня 915 или 920), происхождение которой точно не известно. Вероятнее всего, она была дочерью Аларика из Ампурьяса и Ротруды, но есть версия, что её отцом мог быть и граф Каркассона и Разеса Бера II. Детьми от этого брака были:
- Олиба (умер после 24 июня 915 или 920) — богатый землевладелец в Бесалу; получил хартию с привилегиями от короля Западно-Франкского государства Рауля I
- Бернардо — женат на Удалгарде, дочери графа Тулузы Фределона.